# سينت مارتن
سينت مارتن (نطق هولندي: ‎sɪntˈmaːrtə‏) هي إحدى الدول المكونة لمملكة هولندا في منطقة البحر الكاريبي. يبلغ عدد سكانها 41,486 اعتبارًا من يناير 2019 على مساحة 34 كـم2 (13 ميل2)، وهي تشمل جنوب جزيرة سانت مارتن وتشكل 44٪ من الجزيرة. عاصمة سينت مارتن هي فيليبسبورغ. بشكل جماعي، غالبًا ما يطلق على جزيرة سينت مارتن والجزر الهولندية الأخرى في منطقة البحر الكاريبي اسم منطقة البحر الكاريبي الهولندية.
كانت سينت مارتن تُعرف بإقليم جزيرة سينت مارتن (بالهولندية: Eilandgebied Sint Maarten) قبل قبل 10 أكتوبر 2010 وكانت واحدة من ستة أقاليم كانت تشكل جزر الأنتيل الهولندية. تتمتع سينت مارتن بوضع دولة وإقليم ما وراء البحار (OCT) وليست جزءًا من الاتحاد الأوروبي.
تعرضت الجزيرة لإعصار إيرما من الفئة الخامسة في 6 و7 سبتمبر 2017 مما تسبب في أضرار واسعة النطاق وكبيرة في المباني والبنية التحتية.

## التسمية
سمى كريستوفر كولومبوس الجزيرة تكريما للقديس مارتين التوروزي، حيث رآها لأول مرة في يوم عيده في 11 نوفمبر 1493.

## التاريخ
كانت سانت مارتن مأهولة بالهنود الحمر لقرون عديدة تشير الاكتشافات الأثرية إلى وجود بشري في الجزيرة في وقت مبكر من عام 2000 قبل الميلاد. من المرجح أن هؤلاء الأشخاص هاجروا من أمريكا الجنوبية. أقدم مجموعة تم تحديدها كانت شعب الأراواك الذين يُعتقد أنهم استقروا في الفترة من 800 قبل الميلاد إلى 300 قبل الميلاد. حوالي 1300-1400 م بدأوا في النزوح مع وصول شعب الكاريبي.

### الوصول الأوروبي

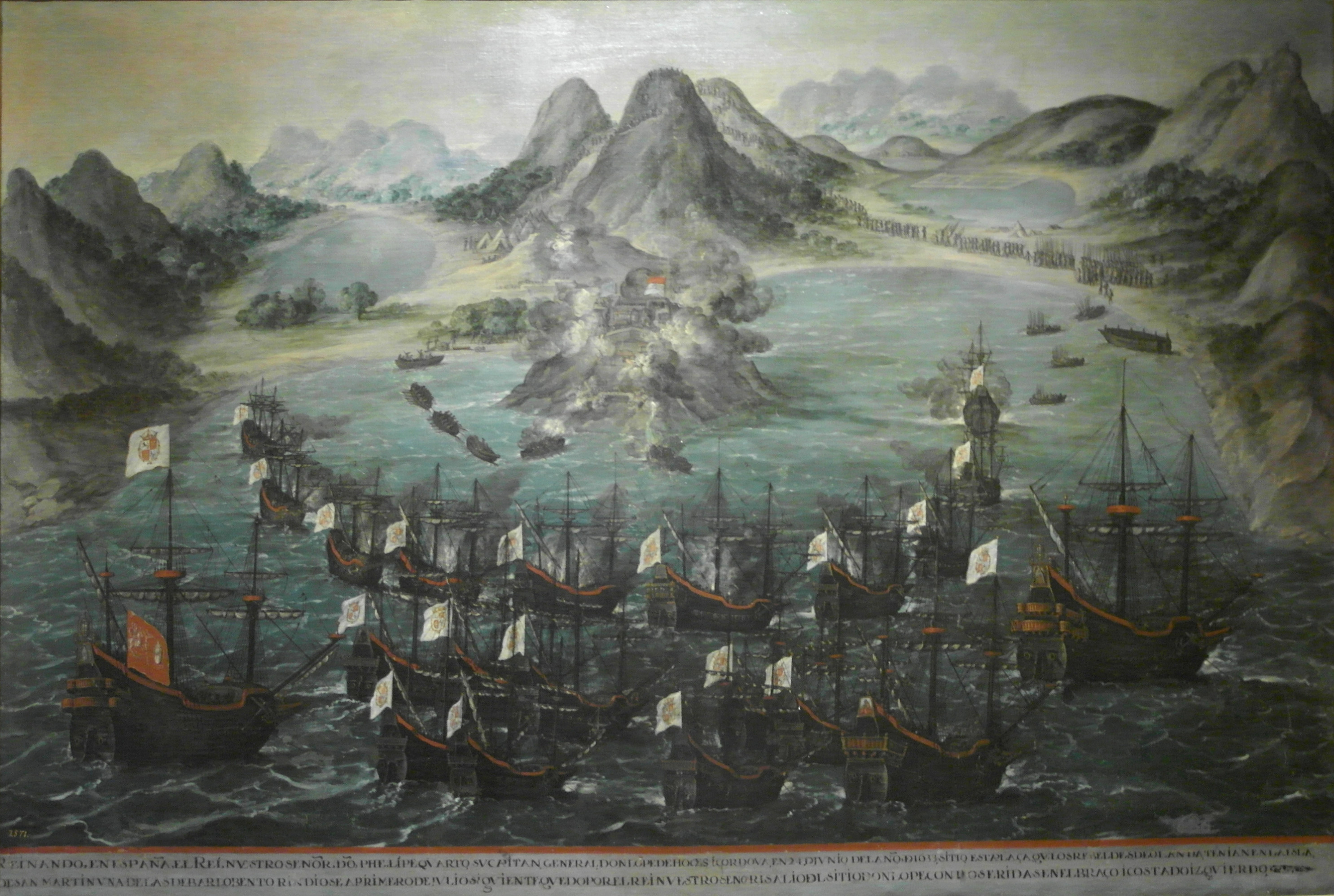
الاستيلاء الإسباني على سانت مارتن عام 1633، كما رسمه خوان دي لا كورتي

أصبحت الجزيرة بعد أن رأها كريستوفر كولومبوس إسبانية اسميًا، ولكنها أصبحت محور تنافس القوى الأوروبية، ولا سيما فرنسا وبريطانيا وهولندا. أراد الفرنسيون استعمارها لوقعها بين ترينيداد وبرمودا، وأراد الهولنديون سان مارتين لوقعها في منتصف الطريق بين مستعمرة نيو أمستردام (نيويورك حاليًا ) وهولندا الجديدة. في هذه الأثناء، بدأ السكان الهنود الأمريكيون في هذه الفترة بالانخفاض بشكل حاد والموت بسبب الأمراض التي أدخلها الأوروبيون التي ليس لديهم مناعة ضدها.
بنى الهولنديون حصنًا (حصن أمستردام) على الجزيرة عام 1631 ؛ أصبح جان كلازين فان كامبين أول حاكم لها وبدأت شركة الهند الغربية الهولندية باستخراج الملح من الجزيرة. كانت التوترات بين هولندا وإسبانيا عالية بالفعل بسبب حرب الثمانين عامًا المستمرة، استولى الأسبان على سانت مارتن في عام 1633 وطردوا المستعمرين الهولنديين. حاول الهولنديون بقيادة بيتر ستويفسانت استعادة السيطرة في عام 1644 لكنهم فشلوا. في عام 1648 بعد انتهاء حرب الثمانين عامًا لم يعد الإسبان يرون أي قيمة استراتيجية أو اقتصادية في الجزيرة وتخلوا عنها ببساطة.
بعد مغادرة إسبانيا سانت مارتن انتهزت هولندا وفرنسا الفرصة لإعادة إنشاء مستوطناتهم. جاء المستعمرون الهولنديون من سينت أوستاتيوس، بينما جاء الفرنسيون من سانت كيتس. أدرك كلا الجانبين، بعد بعض الصراع، أن أيًا منهما لن يغادر بسهولة، وفضلوا تجنب حرب شاملة، وقعوا معاهدة كونكورديا في عام 1648، والتي قسمت الجزيرة إلى قسمين. على الرغم من المعاهدة، لم تكن العلاقات بين الجانبين ودية دائمًا. غيرت النزاعات الحدود ستة عشر مرة بين عامي 1648 و1816. أصبحت الجزيرة بأكملها تحت السيطرة الفرنسية الكاملة من عام 1795 عندما أصبحت هولندا تحت سيطرة الإمبراطورية الفرنسية حتى عام 1815.

### القرنين الثامن عشر والتاسع عشر
بدأ الفرنسيون والهولنديون في استيراد أعداد كبيرة من العبيد الأفارقة للعمل في مزارع القطن والتبغ والسكر، والذين سرعان ما تجاوزوا عدد الأوروبيين. تعرض العبيد لمعاملة قاسية، وقاموا بحركات تمرد، وجعلت أعدادهم الهائلة من المستحيل تجاهل تمردهم. ألغى الفرنسيون العبودية في مستعمراتهم في عام 1848 بما في ذلك الجانب الفرنسي من سانت مارتن. احتج العبيد على الجانب الهولندي من الجزيرة وهددوا بالفرار إلى الجانب الفرنسي لطلب اللجوء. ثم قامت السلطات الهولندية المحلية بتحرير عبيد المستعمرة، بينما لم تلغى هولندا العبودية في جميع مستعمراتها حتى عام 1863.

### القرن العشرين
عانى اقتصاد الجزيرة بعد إلغاء العبودية بسبب هجر المزارع. بدأت السياحة في النمو منذ الخمسينيات فصاعدًا وأصبح مطار الأميرة جوليانا الدولي واحدًا من أكثر المطارات ازدحامًا في شرق الكاريبي. في معظم هذه الفترة كان يحكم سينت مارتن رجل الأعمال كلود واثي من الحزب الديمقراطي. تغيرت التركيبة السكانية للجزيرة بشكل كبير خلال هذه الفترة أيضًا حيث ارتفع عدد السكان من 5000 نسمة إلى حوالي 60،000 نسمة بحلول منتصف التسعينيات. جعلت الهجرة القادمة من جزر الأنتيل الصغرى المجاورة وكوراساو وهايتي وجمهورية الدومينيكان والولايات المتحدة وأوروبا وآسيا السكان الأصليين أقلية.
أصبحت سينت مارتن «إقليم جزيرة» (بالهولندية: eilandgebied) في جزر الأنتيل الهولندية في عام 1983. قبل ذلك التاريخ كانت سينت مارتن جزءًا من إقليم جزر ويندوارد. منحت بعد ذلك قدرًا كبيرًا من الاستقلالية وأصبح يحكمها مجلس جزيرة، ومجلس تنفيذي، وحاكم ملازم (بالهولندية: gezaghebber) يعينه التاج الهولندي.
ضرب إعصار لويس الجزيرة في أواخر أغسطس وأوائل سبتمبر 1995، مما تسبب في دمار هائل وأسفر عن مقتل 12 شخصًا.

### القرن الواحد والعشرين
وقعت مملكة هولندا وفرنسا في عام 1994 المعاهدة الفرنسية الهولندية بشأن مراقبة الحدود في سينت مارتن، والتي تسمح بفرض ضوابط حدودية مشتركة بين فرنسا وهولندا. بعد بعض التأخير، تم التصديق على المعاهدة في نوفمبر 2006 في هولندا ودخلت بعد ذلك حيز التنفيذ في 1 أغسطس 2007.
أصبحت سينت مارتن دولة مكونة (بالهولندية: Land Sint Maarten) في 10 أكتوبر 2010 داخل مملكة هولندا مما جعلها شريكًا دستوريًا على قدم المساواة مع أروبا وكوراساو وهولندا. يحتفل بهذا اليوم (10 أكتوبر) سنويا وهو عطلة عامة.

### آثار إعصار إيرما

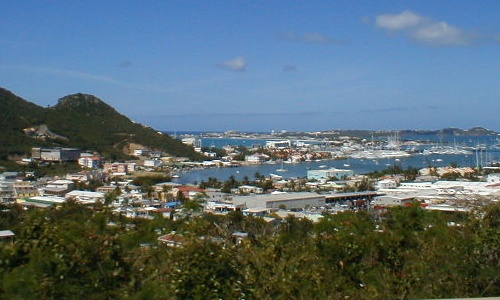
ميناء سينت مارتن قبل إعصار إيرما

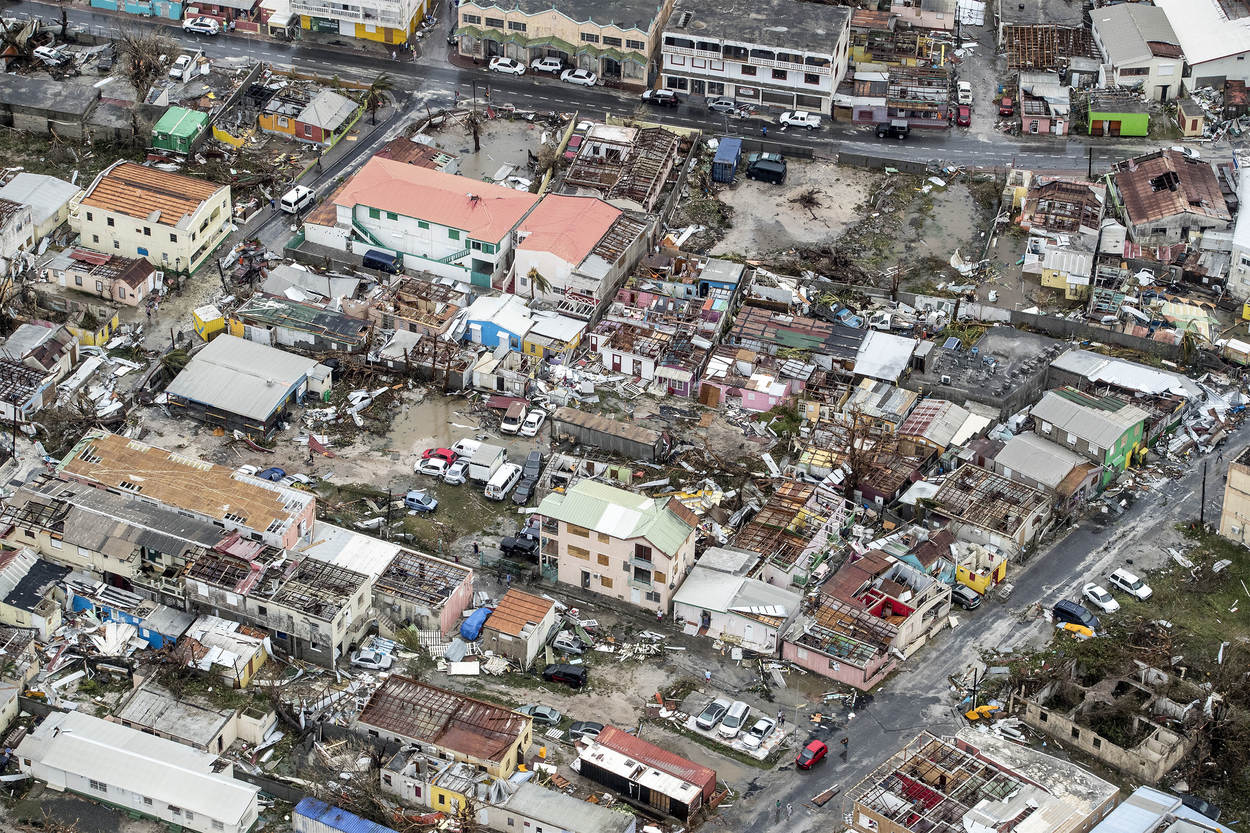
دمار المباني بعد الإعصار

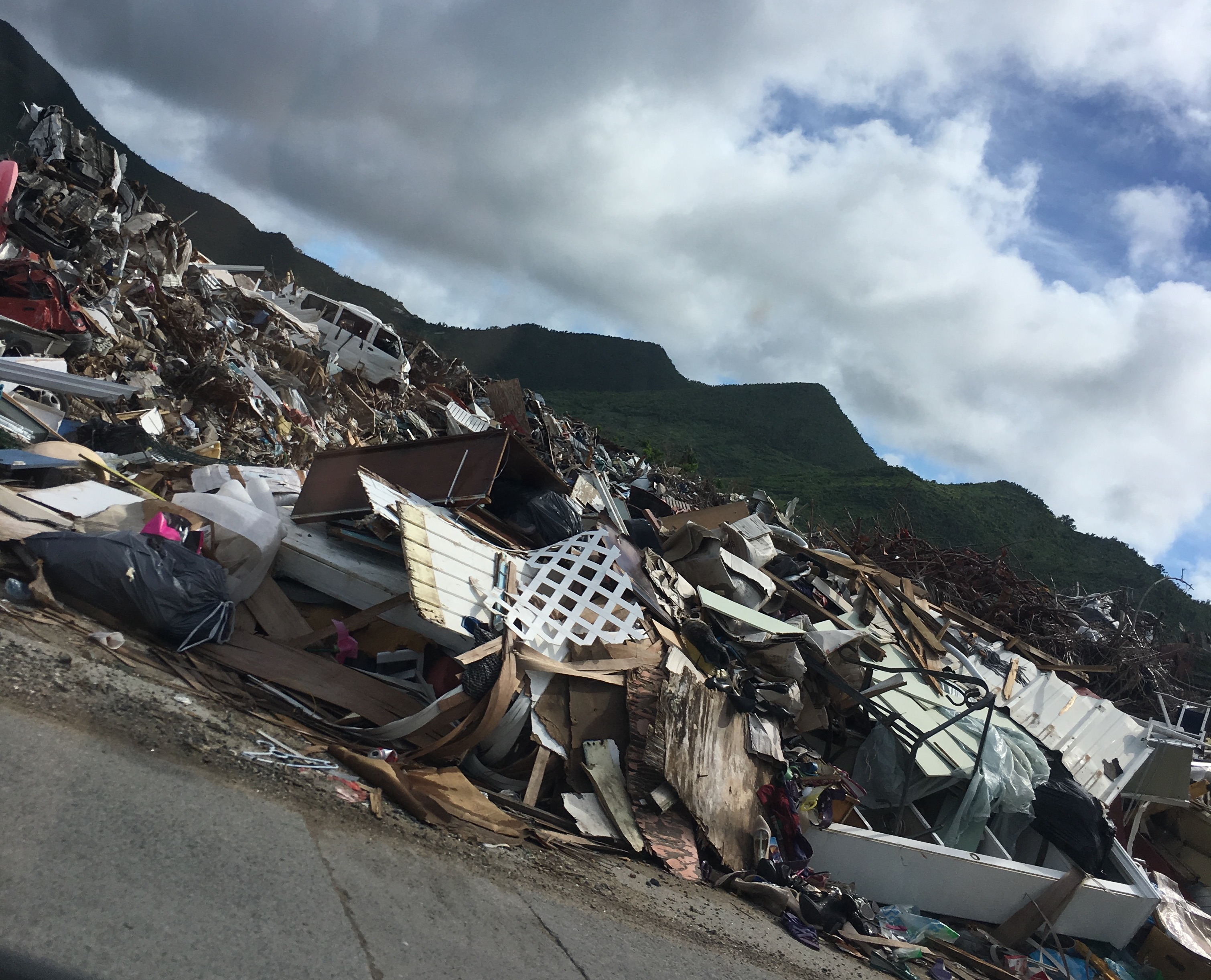
منظر أرضي للدمار الناتج عن الإعصار

وصل إعصار إيرما إلى سينت مارتن في 6 سبتمبر 2017 وتسبب في موت 4 أشخاص و34 إصابة منها 11 خطيرة وأضرار جسيمة على البنية التحتية. تعرض مطار الأميرة جوليانا لأضرار جسيمة ولكن أعيد فتحه جزئيًا في غضون يومين للسماح برحلات الإغاثة القادمة وللرحلات الجوية التي ستنقل السكان إلى جزر أخرى. بحلول 8 سبتمبر «كان العديد من السكان محرومين من الضروريات الأساسية» وأصبح النهب مشكلة خطيرة. أشارت التقارير الصادرة في 9 سبتمبر إلى تدمر 70٪ من البنية التحتية في الجزء الهولندي. قدر مسح أجراه الصليب الأحمر الهولندي أن ما يقرب من ثلث المباني في سينت مارتن قد دمرت وأن أكثر من 90 في المائة من المباني في الجزيرة قد تضررت.
صرح رئيس وزراء هولندا، مارك روته، لوسائل الإعلام في 8 سبتمبر أن مطار سينت مارتن جاهز لاستقبال رحلات الطوارئ وأن المساعدات وضباط الشرطة في طريقهم إليها. كان رئيس وزراء سينت مارتن، وليام مارلين، قد طلب بالفعل من الحكومة الهولندية إغاثة كبيرة بدأت في الوصول في 8 سبتمبر. أصدرت الحكومة تحذيرًا في 8 سبتمبر بعد اقتراب إعصار خوسيه من الفئة الرابعة.
كانت حكومة هولندا ترسل مساعدات بالإضافة إلى المزيد من الشرطة بسبب تفاقم مشكلة النهب. لخص بيان صادر عن وليام مارلين الوضع في 8 سبتمبر. «لقد فقدنا الكثير والكثير من المنازل. لقد دمرت المدارس. نتوقع خسارة الموسم السياحي بسبب الأضرار التي لحقت بالمرافق الفندقية، والدعاية السلبية التي قد يحصل عليها المرء بأنه من الأفضل أن يذهب إلى مكان آخر بسبب تدمر مرافقنا. لذلك سيكون لذلك تأثير خطير على اقتصادنا». في ذلك الوقت كانت الاستعدادات جارية مع اقتراب إعصار خوسيه من الجزيرة. أشارت التقديرات الحكومية الصادرة في 9 سبتمبر إلى أن 70 بالمائة من المنازل تضررت بشدة أو دمرت، كان الكثير من السكان يعيشون في ملاجئ في انتظار وصول خوسيه. لحسن الحظ، لم يكن لهذا الإعصار الثاني تأثير كبير على الجزيرة.
أصبحت أعمال النهب واسعة النطاق وأعلنت حالة الطوارئ. وكان حوالي 230 جنديا هولنديا يقومون بالدوريات. بحلول 10 سبتمبر تم إجلاء حوالي 1200 أمريكي إلى بورتوريكو من سينت مارتن بواسطة الطائرات العسكرية خلال فترة النهب والعنف. وصل الملك فيليم ألكساندر إلى كوراساو في 11 سبتمبر وكان من المقرر أن يزور سينت مارتن وسينت أوستاتيوس وسابا. عندما زار الملك فيليم ألكساندر مدينة سينت مارتن لأول مرة بعد الإعصار، صُدم من الدمار. ودعا الاتحاد الأوروبي لدعم الجزيرة حتى تتمكن من التعافي بسرعة. في وقت لاحق من الشهر، تم الكشف عن أن الاتحاد الأوروبي سيخصص 2 مليار يورو في شكل أموال طارئة للإغاثة الفورية من الكوارث لاستعادة الضروريات الأساسية في سينت مارتن، مثل مياه الشرب والصرف الصحي. بالإضافة إلى مساهمة الاتحاد الأوروبي، قام كل من الصليب الأحمر والحكومة الهولندية والمواطنون الهولنديون في البر الرئيسي بجمع الأموال للجزيرة المنكوبة.

#### ما بعد الإعصار
أعاد مطار الأميرة جوليانا الدولي بدء الرحلات الجوية التجارية في 10 أكتوبر 2017 باستخدام هياكل مؤقتة، في انتظار الإصلاحات. أشار تقرير في أواخر مارس 2018 إلى أن المطار كان قادرًا على التعامل مع الرحلات الجوية واستؤنفت بعض الرحلات من الولايات المتحدة وكندا وأوروبا.
بعد مرور أكثر من عام بقليل على إعصار إيرما، تعافت الرحلات البحرية فيسينت مارتن لدرجة أنه في عام 2018، زار الجزيرة أكثر من مليون مسافر على متن الرحلات البحرية.

## الجغرافيا

خريطة مفصلة لسانت مارتن

تحتل سينت مارتن الجزء الجنوبي من جزيرة سانت مارتن في جزر ليوارد. تحتل الأرضي الفرنسية النصف الشمالي من الجزيرة. يحدها من الشمال قناة أنغويلا التي تفصلها عن إقليم أنغويلا البريطاني فيما وراء البحار، يقع شرقها جزيرة سان بارتيليمي الفرنسية، وفي الجنوب توجد جزيرتا سابا وسينت أوستاتيوس الهولنديتان.
تبلغ مساحة سينت مارتن 34 كـم2 (13 ميل2). التضاريس جبلية بشكل عام، وأعلى قمة هي جبل فلاغستاف على ارتفاع 383 مترًا. المنطقة الغربية حول المطار أكثر انبساطًا، وتحتوي على القسم الهولندي من بحيرة خليج سيمبسون. تقع العديد من الجزر الصغيرة قبالة الساحل.
هناك عشر جزر إجمالية في سينت مارتن تشمل:
- سانت مارتن (الجزء الجنوبي)، 18°02′30″N 63°04′00″W / 18.04167°N 63.06667°W
- جزيرة كاو أند كالف، 18°01′22″N 63°00′44″W / 18.02281°N 63.01221°W
- جونا كي أوف بليكن، 18°01′05″N 63°01′09″W / 18.01806°N 63.01905°W
- هن أند تشكن، 18°N 63°W / 18°N 63°W
- ليتل كي، 18°03′02″N 63°06′35″W / 18.05067°N 63.10976°W
- مولي بيداي، 18°01′19″N 62°59′57″W / 18.02194°N 62.99908°W
- جزيرة مونا، 18°02′00″N 63°07′00″W / 18.03333°N 63.11667°W
- بليكن كي، 18°01′49″N 63°05′54″W / 18.03019°N 63.09837°W
- جزيرة بوند، 18°01′52″N 63°02′41″W / 18.031°N 63.04486°W
- جزيرة سنوبي، 18°02′10″N 63°05′27″W / 18.03611°N 63.09078°W

### المناخ
تتمتع سينت مارتن بمناخ السافانا الاستوائية، وهي جفافة أكثر من معظم أجزاء شمال شرق الكاريبي بسبب ظل المطر من جبال الجزيرة، مما يؤدي إلى جفاف الرياح التجارية. الأشهر الأكثر جفافاً هي من يناير إلى يوليو، والأكثر رطوبة من سبتمبر إلى نوفمبر، حيث يمكن أن تضرب الأعاصير الجزيرة.
| البيانات المناخية لـPhilipsburg, Sint Maarten (مطار الأميرة جوليانا الدولي) 1971–2000 | البيانات المناخية لـPhilipsburg, Sint Maarten (مطار الأميرة جوليانا الدولي) 1971–2000 | البيانات المناخية لـPhilipsburg, Sint Maarten (مطار الأميرة جوليانا الدولي) 1971–2000 | البيانات المناخية لـPhilipsburg, Sint Maarten (مطار الأميرة جوليانا الدولي) 1971–2000 | البيانات المناخية لـPhilipsburg, Sint Maarten (مطار الأميرة جوليانا الدولي) 1971–2000 | البيانات المناخية لـPhilipsburg, Sint Maarten (مطار الأميرة جوليانا الدولي) 1971–2000 | البيانات المناخية لـPhilipsburg, Sint Maarten (مطار الأميرة جوليانا الدولي) 1971–2000 | البيانات المناخية لـPhilipsburg, Sint Maarten (مطار الأميرة جوليانا الدولي) 1971–2000 | البيانات المناخية لـPhilipsburg, Sint Maarten (مطار الأميرة جوليانا الدولي) 1971–2000 | البيانات المناخية لـPhilipsburg, Sint Maarten (مطار الأميرة جوليانا الدولي) 1971–2000 | البيانات المناخية لـPhilipsburg, Sint Maarten (مطار الأميرة جوليانا الدولي) 1971–2000 | البيانات المناخية لـPhilipsburg, Sint Maarten (مطار الأميرة جوليانا الدولي) 1971–2000 | البيانات المناخية لـPhilipsburg, Sint Maarten (مطار الأميرة جوليانا الدولي) 1971–2000 | البيانات المناخية لـPhilipsburg, Sint Maarten (مطار الأميرة جوليانا الدولي) 1971–2000 |
| الشهر                                                                                 | يناير                                                                                 | فبراير                                                                                | مارس                                                                                  | أبريل                                                                                 | مايو                                                                                  | يونيو                                                                                 | يوليو                                                                                 | أغسطس                                                                                 | سبتمبر                                                                                | أكتوبر                                                                                | نوفمبر                                                                                | ديسمبر                                                                                | المعدل السنوي                                                                         |
| ------------------------------------------------------------------------------------- | ------------------------------------------------------------------------------------- | ------------------------------------------------------------------------------------- | ------------------------------------------------------------------------------------- | ------------------------------------------------------------------------------------- | ------------------------------------------------------------------------------------- | ------------------------------------------------------------------------------------- | ------------------------------------------------------------------------------------- | ------------------------------------------------------------------------------------- | ------------------------------------------------------------------------------------- | ------------------------------------------------------------------------------------- | ------------------------------------------------------------------------------------- | ------------------------------------------------------------------------------------- | ------------------------------------------------------------------------------------- |
| الدرجة القصوى °م (°ف)                                                                 | 32.7 (90.9)                                                                           | 31.6 (88.9)                                                                           | 32.6 (90.7)                                                                           | 33.6 (92.5)                                                                           | 33.5 (92.3)                                                                           | 33.9 (93.0)                                                                           | 34.2 (93.6)                                                                           | 35.1 (95.2)                                                                           | 34.8 (94.6)                                                                           | 34.3 (93.7)                                                                           | 33.9 (93.0)                                                                           | 32.1 (89.8)                                                                           | 35.1 (95.2)                                                                           |
| متوسط درجة الحرارة الكبرى °م (°ف)                                                     | 28.6 (83.5)                                                                           | 28.7 (83.7)                                                                           | 29.2 (84.6)                                                                           | 29.8 (85.6)                                                                           | 30.4 (86.7)                                                                           | 31.3 (88.3)                                                                           | 31.6 (88.9)                                                                           | 31.7 (89.1)                                                                           | 31.6 (88.9)                                                                           | 31.2 (88.2)                                                                           | 30.2 (86.4)                                                                           | 29.2 (84.6)                                                                           | 30.3 (86.5)                                                                           |
| المتوسط اليومي °م (°ف)                                                                | 25.5 (77.9)                                                                           | 25.4 (77.7)                                                                           | 25.7 (78.3)                                                                           | 26.5 (79.7)                                                                           | 27.4 (81.3)                                                                           | 28.2 (82.8)                                                                           | 28.3 (82.9)                                                                           | 28.6 (83.5)                                                                           | 28.5 (83.3)                                                                           | 28.2 (82.8)                                                                           | 27.3 (81.1)                                                                           | 26.1 (79.0)                                                                           | 27.2 (81.0)                                                                           |
| متوسط درجة الحرارة الصغرى °م (°ف)                                                     | 23.2 (73.8)                                                                           | 23.1 (73.6)                                                                           | 23.5 (74.3)                                                                           | 24.1 (75.4)                                                                           | 25.1 (77.2)                                                                           | 25.2 (77.4)                                                                           | 26.1 (79.0)                                                                           | 26.2 (79.2)                                                                           | 26.0 (78.8)                                                                           | 25.7 (78.3)                                                                           | 24.9 (76.8)                                                                           | 23.9 (75.0)                                                                           | 24.8 (76.6)                                                                           |
| أدنى درجة حرارة °م (°ف)                                                               | 18.6 (65.5)                                                                           | 19.2 (66.6)                                                                           | 19.5 (67.1)                                                                           | 19.3 (66.7)                                                                           | 20.2 (68.4)                                                                           | 22.3 (72.1)                                                                           | 22.1 (71.8)                                                                           | 21.4 (70.5)                                                                           | 22.0 (71.6)                                                                           | 22.1 (71.8)                                                                           | 21.2 (70.2)                                                                           | 20.0 (68.0)                                                                           | 18.6 (65.5)                                                                           |
| معدل هطول الأمطار مم (إنش)                                                            | 66.0 (2.60)                                                                           | 50.7 (2.00)                                                                           | 45.2 (1.78)                                                                           | 64.0 (2.52)                                                                           | 93.3 (3.67)                                                                           | 61.8 (2.43)                                                                           | 71.6 (2.82)                                                                           | 98.8 (3.89)                                                                           | 139.6 (5.50)                                                                          | 113.0 (4.45)                                                                          | 149.3 (5.88)                                                                          | 93.8 (3.69)                                                                           | 1٬047٫1 (41.22)                                                                       |
| متوسط الأيام الممطرة (≥ 1.0 mm)                                                       | 11.9                                                                                  | 9.3                                                                                   | 9.0                                                                                   | 11.8                                                                                  | 10.3                                                                                  | 8.4                                                                                   | 12.2                                                                                  | 13.9                                                                                  | 13.5                                                                                  | 13.8                                                                                  | 14.8                                                                                  | 13.3                                                                                  | 142.0                                                                                 |
| متوسط الرطوبة النسبية (%)                                                             | 74.7                                                                                  | 74.1                                                                                  | 73.6                                                                                  | 75.0                                                                                  | 75.9                                                                                  | 75.1                                                                                  | 74.8                                                                                  | 75.4                                                                                  | 76.3                                                                                  | 76.8                                                                                  | 77.4                                                                                  | 76.6                                                                                  | 75.5                                                                                  |
| ساعات سطوع الشمس الشهرية                                                              | 257.2                                                                                 | 235.2                                                                                 | 271.6                                                                                 | 265.4                                                                                 | 251.0                                                                                 | 245.1                                                                                 | 257.2                                                                                 | 288.1                                                                                 | 232.4                                                                                 | 244.6                                                                                 | 235.0                                                                                 | 246.7                                                                                 | 3٬009٫4                                                                               |
| نسبة وصول أشعة الشمس                                                                  | 73.5                                                                                  | 72.7                                                                                  | 72.2                                                                                  | 70.6                                                                                  | 62.4                                                                                  | 62.0                                                                                  | 63.2                                                                                  | 67.7                                                                                  | 62.8                                                                                  | 67.0                                                                                  | 68.3                                                                                  | 71.4                                                                                  | 67.8                                                                                  |
| المصدر: Meteorological Department Curaçao                                             |                                                                                       |                                                                                       |                                                                                       |                                                                                       |                                                                                       |                                                                                       |                                                                                       |                                                                                       |                                                                                       |                                                                                       |                                                                                       |                                                                                       |                                                                                       |

## الحكومة والسياسة
سينت مارتن هي إحدى الدول المكونة لمملكة هولندا، وعلى هذا النحو فإن ملك هولندا هو رأس الدولة ويمثله محليًا حاكم. بعد حل جزر الأنتيل الهولندية اعتمد دستور سينت مارتن بالإجماع من قبل مجلس جزيرة سينت مارتن في 21 يوليو 2010. وعقدت انتخابات مجلس جزيرة جديد في 17 سبتمبر 2010 وتم زيادة عدد المقاعد من 11 إلى 15. تتمتع سينت مارتن بالاستقلال الذاتي إلى حد كبير في الشؤون الداخلية، حيث تتولى هولندا المسؤولية الدبلوماسية والدفاع الخارجية. كانت غراسيتا أريندل هي أول امرأة تتولى رئاسة سينت مارتن، انتخبت في عام 2010.
توجد حاليًا حركة في سانت مارتن تهدف إلى توحيد جزيرة سينت مارتن، ذات علم خاص جديد.

### السياسة الخارجية والدفاع
تتحمل مملكة هولندا المسؤولية الشاملة عن العلاقات الخارجية والدفاع وقانون الجنسية الهولندي في أجزاء البحر الكاريبي من المملكة. توجد فرقة من مشاة البحرية الملكية الهولندية في سينت مارتن وتحرسها سفينة للبحرية الملكية الهولندية، مع خفر السواحل الكاريبي الهولندي، الذي يديره قائد البحرية الملكية الهولندية في منطقة البحر الكاريبي وتموله الدول الأربعة المكونة للمملكة.

### الفساد
فأنشأت حكومة جزر الأنتيل الهولندية في عام 1978 لجنة أبحاث في جزر ويندوارد (بالهولندية:  Commissie van Onderzoek Bovenwindse Eilanden) للتحقيق في مزاعم الفساد في حكومة الجزيرة. على الرغم من أن التقرير الذي أصدرته هذه اللجنة كان ضارًا بحكومة الجزيرة، إلا أنه لم يتم اتخاذ تدابير للحد من الفساد. بدأ المدعي العام لجزر الأنتيل الهولندية في أغسطس 1990 تحقيقًا في العلاقات المزعومة بين حكومة جزيرة سينت مارتن والمافيا الصقلية، أصدر ديوان المحاسبة في جزر الأنتيل الهولندية في 1991 تقريرًا خلص إلى أن حكومة جزيرة سينت مارتن كانت فاسدة.
في الحكومة والبرلمان الهولنديين، أصبحت الدعوة لاتخاذ الإجراءات أعلى. مع الضغط الهولندي، أنشأت حكومة جزر الأنتيل الهولندية لجنة بورييه المكلفة بالتحقيق في حالة حكومة جزيرة سينت مارتن في ديسمبر 1991. وخلص تقريرها إلى أن الجزيرة كانت في أزمة مالية حادة، وأن قواعد صنع القرار الديمقراطي تكسر باستمرار، وأن حكومة الجزيرة كانت حكومة أقلية. باختصار، فشلت حكومة الجزيرة تمامًا وفقًا للتقرير. بعد مفاوضات طويلة، سنت حكومة المملكة إجراءً عامًا لإدارة المملكة (بالهولندية:  Algemene Maatregel van Rijksbestuur) في أوائل عام 1993، ووضع سينت مارتن تحت الإشراف المباشر للمملكة، لمدة عام واحد ولكنه مدد في النهاية حتى 1 مارس 1996.
على الرغم من أن الكثير قد تغير منذ ذلك الحين، إلا أن مزاعم الأنشطة الإجرامية لا تزال تعصف بسنت مارتن. طلب وزير عدل جزر الأنتيل الهولندية في عام 2004 من مركز البحث العلمي والتوثيق (بالهولندية: Wetenschappelijk Onderzoek- en Documentatiecentrum (WODC)) التابع لوزارة العدل الهولندية إجراء بحث في الجريمة المنظمة في سينت مارتن. وخلص التقرير إلى أن غسل الأموال وتجارة الكوكايين منتشران في سينت مارتن. كما زعمت أن أموال الجزيرة استخدمت لتمويل حركة حماس ومؤسسة الأرض المقدسة الخيرية وطالبان.
أدين المفوض السابق لوي لافيست في إبريل 2009 وحكمت عليه محكمة سينت مارتن الابتدائية بالسجن 18 شهرًا، بتهمة التزوير والاحتيال والرشوة. برئته لاحقًا محكمة عدل جزر الأنتيل الهولندية وأروبا المشتركة من تهمتي التزوير والاحتيال ولكن ليس من الرشوة.

## التركيبة السكانية
```
بلغ عدد سكان سينت مارتن 33,609 نسمة في تعداد جزر الأنتيل الهولندية 2011.
[
49
]
 وبلغ 40,535 نسمة في 2017.
[
50
]
```

| المجموعة العمرية | رجال   | إناث   | المجموع | %      |
| ---------------- | ------ | ------ | ------- | ------ |
| المجموع          | 19759  | 20855  | 40614   | 100    |
| 0–4              | 1349   | 1265   | 2614    | 6.44   |
| 5–9              | 1437   | 1336   | 2773    | 6.83   |
| 10–14            | 1387   | 1354   | 2741    | 6.75   |
| 15–19            | 1360   | 1361   | 2721    | 6.70   |
| 20–24            | 1139   | 1025   | 2165    | 5.33   |
| 25–29            | 1142   | 1324   | 2466    | 6.07   |
| 30–34            | 1432   | 1651   | 3083    | 7.59   |
| 35–39            | 1510   | 1832   | 3342    | 8.23   |
| 40–44            | 1651   | 1895   | 3546    | 8.73   |
| 45–49            | 1665   | 1806   | 3471    | 8.55   |
| 50–54            | 1727   | 1719   | 3446    | 8.48   |
| 55–59            | 1348   | 1447   | 2795    | 6.88   |
| 60–64            | 1091   | 1132   | 2223    | 5.47   |
| 65-69            | 759    | 813    | 1573    | 3.87   |
| 70-74            | 431    | 450    | 881     | 2.17   |
| 75-79            | 207    | 223    | 430     | 1.06   |
| 80-84            | 93     | 125    | 217     | 0.53   |
| 85-89            | 18     | 61     | 79      | 0.19   |
| 90+              | 11     | 36     | 47      | 0.12   |
| المجموعة العمرية | رجال   | إناث   | المجموع | النسبة |
| 0–14             | 4 173  | 3 955  | 8 128   | 20.01  |
| 15–64            | 14 067 | 15 192 | 29 259  | 72.04  |
| 65+              | 1 519  | 1 708  | 3 227   | 7.95   |

### الدين

#### المسيحية في سينت مارتن
| الدين في سينت مارتن                     | الدين في سينت مارتن                     | الدين في سينت مارتن | الدين في سينت مارتن | الدين في سينت مارتن |
| --------------------------------------- | --------------------------------------- | ------------------- | ------------------- | ------------------- |
| الدين                                   | الدين                                   |                     | النسبة              | النسبة              |
| الكنيسة الرومانية الكاثوليكية           | الكنيسة الرومانية الكاثوليكية           |                     | 33.1%               | 33.1%               |
| خمسينية                                 | خمسينية                                 |                     | 14.7%               | 14.7%               |
| ميثودية                                 | ميثودية                                 |                     | 10.0%               | 10.0%               |
| غير مؤمنين                              | غير مؤمنين                              |                     | 7.9%                | 7.9%                |
| الكنيسة السبتية                         | الكنيسة السبتية                         |                     | 6.6%                | 6.6%                |
| الهندوسية                               | الهندوسية                               |                     | 5.2%                | 5.2%                |
| المسيحية                                | المسيحية                                |                     | 4.1%                | 4.1%                |
| الكنيسة المعمدانية                      | الكنيسة المعمدانية                      |                     | 4.7%                | 4.7%                |
| أنجليكية                                | أنجليكية                                |                     | 3.1%                | 3.1%                |
| لا شىء                                  | لا شىء                                  |                     | 2.4%                | 2.4%                |
| الآخرون بروستانت                        | الآخرون بروستانت                        |                     | 2.8%                | 2.8%                |
| شهود يهوه                               | شهود يهوه                               |                     | 1.7%                | 1.7%                |
| الإنجيلية                               | الإنجيلية                               |                     | 1.4%                | 1.4%                |
| آخرون (تشمل البوذية، السيخية، رستفارية) | آخرون (تشمل البوذية، السيخية، رستفارية) |                     | 1.3%                | 1.3%                |
| الإسلام/اليهودية                        | الإسلام/اليهودية                        |                     | 1.1%                | 1.1%                |

يعتنق أغلب سكان جزيرة سينت مارتن المسيحية دينًا (82.2%) على المذهب البروتستانتي (41.9%). منهم 14.7% على مذهب الخمسينية، و10.0% على مذهب الميثودية، و6.6% على مذهب الأدفنتست، و4.7% على مذهب الكنيسة المعمدانية، و3.1% على مذهب الأنجليكانية، و2.8% بروتستانت من مذاهب أخرى.

حوالي 33.1% من سكان جزيرة سينت مارتن هم من أتباع الكنيسة الرومانية الكاثوليكية، وحوالي 4.2% من السكان هم مسيحيون بلا طائفة، و1.8% من شهود يهوه و1.4% من أتباع التيار الإنجيليّ. يُذكر أن الجزيرة دعيت على شرف القديس مارتين التوروزي، وذلك لاكتشاف الجزيرة في يوم ذكراه 11 نوفمبر عام 1493. وتضم أبرشية ويلمستاد الكاثوليكية جميع البلدان التابعة لمملكة هولندا في منطقة البحر الكاريبي والتي تضم كل من أروبا وكوراساو وسينت مارتن وجزر بونير وسينت أوستاتيوس وسابا، والأبرشية هي أيضًا عضو في مؤتمر الأساقفة في جزر الأنتيل. وتأسست الأبرشية في البداية كنيابة رسولية في كوراساو في عام 1752، وتمت ترقيتها إلى رتبة فيكاريت في عام 1842، وأخيراً إلى مقام أبرشية ويلمستاد في أبريل من عام 1958.

### اللغات
| اللغات الرئيسية في سينت مارتن | اللغات الرئيسية في سينت مارتن | اللغات الرئيسية في سينت مارتن | اللغات الرئيسية في سينت مارتن | اللغات الرئيسية في سينت مارتن |
| ----------------------------- | ----------------------------- | ----------------------------- | ----------------------------- | ----------------------------- |
| اللغة                         | اللغة                         |                               | النسبة                        | النسبة                        |
| اللغة الإنجليزية              | اللغة الإنجليزية              |                               | 67.5%                         | 67.5%                         |
| اللغة الإسبانية               | اللغة الإسبانية               |                               | 12.9%                         | 12.9%                         |
| لغة مولدة                     | لغة مولدة                     |                               | 8.2%                          | 8.2%                          |
| اللغة الفرنسية                | اللغة الفرنسية                |                               | 6.6%                          | 6.6%                          |
| اللغة الهولندية               | اللغة الهولندية               |                               | 4.2%                          | 4.2%                          |
| آخرى                          | آخرى                          |                               | 3.5%                          | 3.5%                          |
| بابيامنتو                     | بابيامنتو                     |                               | 1.5%                          | 1.5%                          |

اللغة الإنجليزية هي لغة التواصل اليومية في سينت مارتن، وهي اللغة الأولى الأصلية في سينت مارتن. يستخدم السكان مجموعة محلية متنوعة من الكريولي في مواقف غير رسمية فيما بينهم. على الرغم من أن اللغة الهولندية لغة رسمية فهي لغة ثانية معظم السكان من قبل وتستخدم بشكل عام فقط عند التواصل مع المتحدثين الهولنديين الآخرين. تستخدم الحكومة اللغة الهولندية عند الاتصال بالحكومة الوطنية، كما فعلت ذلك سابقًا مع حكومة جزر الأنتيل الهولندية. تستخدم اللافتات المحلية اللغتين الهولندية والإنجليزية.
سينت مارتن مجتمع متعدد اللغات، ومعظمهم ثنائي اللغة باللغتين الهولندية والإنجليزية في وقت واحد، ومن بينهم أيضًا متحدثون باللغتين الإسبانية والفرنسية. صرحت اللغوية ليندا أندريا ريتشاردسون في عام 1983 أن اللغة الهولندية كانت «لغة ميتة» في سينت مارتن. بعض السكان الذين عاشوا في أروبا، يتحدثون بابيامنتو.

## الاقتصاد

تمثيل نسبي لصادرات سينت مارتن في 2019

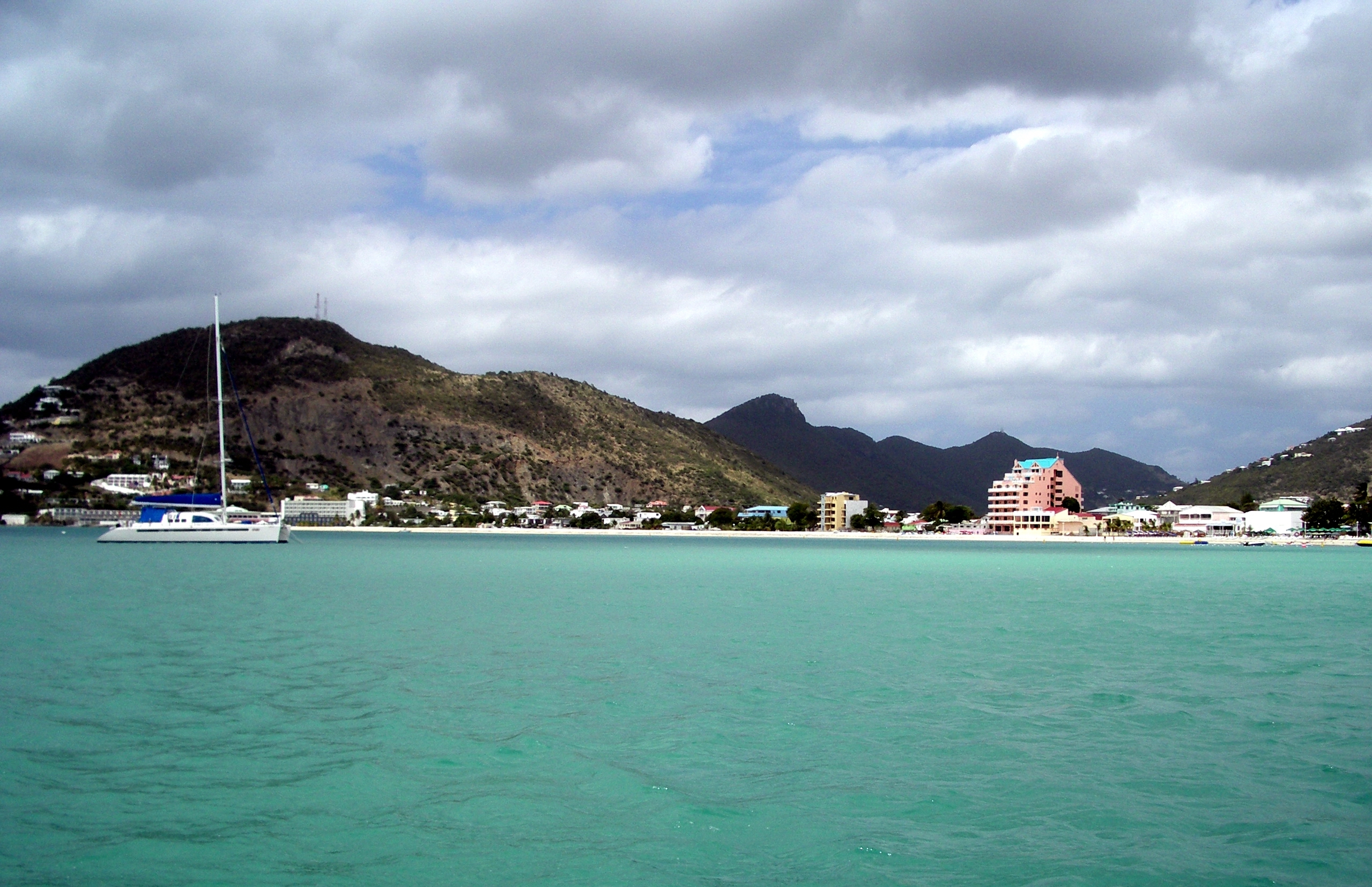
شواطئ سينت مارتن.

يعتمد الاقتصاد بشكل كبير على السياحة، سواء من الإقامات الطويلة أو الرحلات البحرية التي ترسو في ميناء فيليبسبورغ؛ يعمل حوالي 80٪ من القوى العاملة في هذا القطاع. هناك بعض الزراعة المحدودة ولكن تستورد معظم المواد الغذائية.
أثر إعصار إيرما بشدة على الاقتصاد في عام 2017. وفي تقرير عام 2019، تم الكشف عن انخفاض الناتج المحلي الإجمالي بنسبة 4.7٪، مع زيادة التضخم. هذه الضربة الشديدة للاقتصاد كانت بسبب انخفاض السياحة والأنشطة التجارية.

## التعليم
كان على السكان في السابق إكمال دراساتهم الثانوية في أروبا أو كوراساو. قبل عام 1976، كان يوجد في سينت مارتن مدرستان ثانويتان: مدرسة جون فيليبس الثانوية الحكومية ومدرسة باستور نيوين هويس الثانوية الكاثوليكية. معظم المقيمين يلتحقون بمؤسسات التعليم العالي في كوراساو أو هولندا الأوروبية.
كانت مكتبة فليبسبورغ جيوبل في فليبسبورغ هي أبرز مكتبة في سينت مارتن. تدمرت المكتبة بسبب إعصار إيرما في عام 2017، وأُجبرت المكتبة على الإغلاق. اعتبارًا من فبراير 2019، لا تزال المكتبة تفتقر إلى التمويل اللازم لإعادة بنائها، ولكن أعيد فتحها في مكان مؤقت حتى إشعار آخر.